# Maestro de la conquista de Mallorca

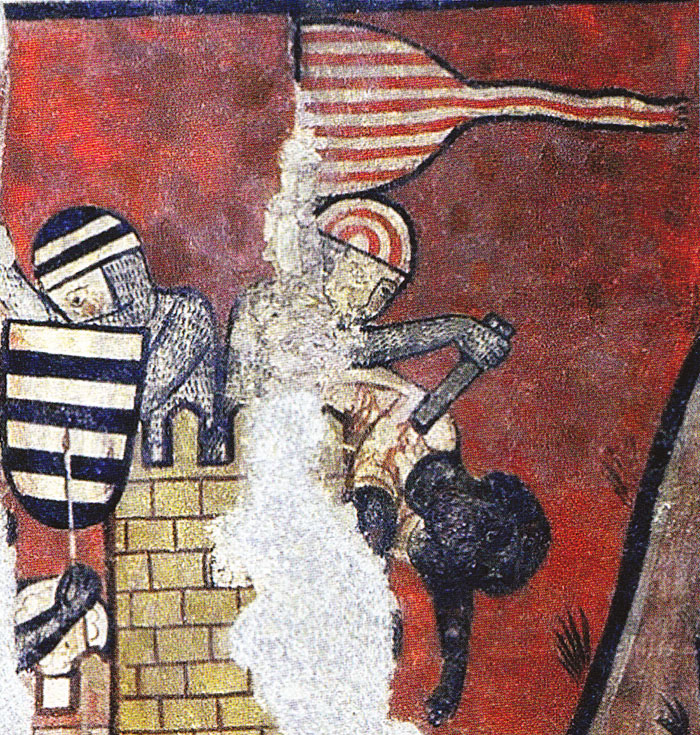
Detalle de las Pinturas murales de la conquista de Mallorca conservadas en el Museo Nacional de Arte de Cataluña.

El Maestro de la conquista de Mallorca es el nombre por el que se conoce el autor anónimo de varias pinturas realizadas a finales del siglo XIII, de estilo románico tardío o principios del gótico, activo en Barcelona y Mallorca.
Este nombre le fue impuesto por los historiadores del arte Alomar Esteve, Rosselló Bordoy y Sánchez Cuenca, cuando le atribuyeron la obra del retablo de Santa Úrsula de la población de Artá —conservado en el Convento de San Francisco (Palma de Mallorca)—, y derivado del tema de las pinturas murales de la conquista de Mallorca del Palacio Aguilar de Barcelona, que representan diversos episodios de la conquista de Mallorca realizada por el rey Jaime I el Conquistador.
Se cree que este artista podría ser también el autor de las pinturas al fresco del Palacio Real Mayor de Barcelona por su cronología y estilo similar. Estos murales guardan también, según Joan Ainaud de Lasarte, gran parecido estilístico con el retablo de Santa Úrsula, aunque este último tiene un cierto aire más hacia la pintura gótica.